# Pół żartem, pół serio (album)
Pół żartem, pół serio – debiutancki album polskiego rapera, członka zespołu 2cztery7, Stasiaka. Został wydany 3 grudnia, 2010 roku nakładem wytwórni Alkopoligamia.com. Gościnnie występują między innymi Pjus czy Ten Typ Mes.

## Lista utworów
Opracowano na podstawie źródła.
| #  | Tytuł                                 | Gościnnie                | Producent        |
| -- | ------------------------------------- | ------------------------ | ---------------- |
| 1  | "Intro"                               |                          | Ionics           |
| 2  | "Kombinator Stasiak"                  |                          | Donatan          |
| 3  | "Czy długo jeszcze masz zamiar spać?" |                          | Donatan          |
| 4  | "Efekt"                               |                          | Donatan          |
| 5  | "Zdrowie pana Stanisława (Skit)"      |                          | Głośny           |
| 6  | "Nie wychodźmy dzisiaj z łóżka"       | Piotr Pacak              | Stona            |
| 7  | "Strach to nie wstyd"                 |                          | Eten             |
| 8  | "Księżniczki"                         |                          | Donatan          |
| 9  | "Dziś idziemy na mecz (Skit)"         |                          | Głośny           |
| 10 | "Oddzielam ziarno od plew"            | Pjus                     | Stona            |
| 11 | "Ja chcę być vintage"                 |                          | Donatan          |
| 12 | "Słowa mają moc"                      | Ten Typ Mes, Piotr Pacak | Stona            |
| 13 | "Przejedź się ze mną autobusem"       |                          | Tedi Ted, Głośny |
| 14 | "To jeszcze nie koniec"               | Dizkret                  | Stona            |
| 15 | "Outro"                               |                          | Stona            |